# Ulanqab
Ulanqab (chiń. 乌兰察布; pinyin Wūlánchábù; mong. Ulaγančab) – miasto o statusie prefektury miejskiej w Chinach, w regionie autonomicznym Mongolia Wewnętrzna. Prefektura miejska w 1999 roku liczyła 2 728 700 mieszkańców.

## Podział administracyjny
Prefektura miejska Ulanqab podzielona jest na:
- dzielnicę: Jining,
- miasto: Fengzhen,
- 5 powiatów: Zhuozi, Huade, Shangdu, Xinghe, Liangcheng,
- 4 chorągwie: prawa przednia chorągiew Qahar, prawa środkowa chorągiew Qahar, prawa tylna chorągiew Qahar, chorągiew Siziwang.